# Нуньо Фрейре де Андраде
Ну́ньо Фре́йре де Андра́де (ісп. Nuño Freire de Andrade, бл. ? — бл. 1372) — галісійський лицар, магістр Ордену Христа в Португалії (1357—1373). Представник шляхетського Андрадського дому. Народився в Коруні, Кастилія. Син галісійського шлятича Руя Фрейре де Андраде й Інес Гонсалвес де Сотомайор. Рідний брат Фернана Переса де Андраде. Емігрував до Португалії. Служив при дворі португальських королів Педру I й Фернанду I. Вперше згадується у документах як один із 12 найближчих васалів Педру, коли той ще був інфантом (1355). Брав участь у міжуособній війні останнього із батьком, португальським королем Афонсу IV (1355—1357). Після інтронізації Педру став магістром Ордену Христа (1357). Займався вихованням його сина-бастарда Жуана, майбутнього короля; добився для нього посту магістра Авіського ордену (1364). Поєднував духовне служіння зі світською посадою головного канцлера королівства, що було незвичним для того часу. Збудував резиденцію магістрів Ордену в Феррейрі-ду-Зезере (1362). Разом із іншими представниками галісійської знаті при португальському дворі брав участь у фернандових війнах на боці Португалії (1369—1372). Був управителем Корнуні та Гуарди (1369–1371). Помер у Португалії.

## Імена
- Нуно Андрадський (гал. Nuno de Andrade)
- Нуньо Фрейре де Андраде і Сотомайор (порт. Nuño Freire de Andrade e Soutomaior) — у іспанських джерелах, за прізвищами батька і матері.
- Нуно II Фрейре де Андраде (гал. Nuno Freire II) — у галісійських джерелах; на противагу дядькові Нуно І Фрейре де Андраде.
- Нуну Родрігіш (порт. Nuno Rodríguez) — у португальських джерелах[7].
- Нуну Родрігіш Фрейре де Андраде (порт. Nuno Rodríguez Freire de Andrade) — у португальських джерелах[7].